# 塞拉尼斯
塞拉尼斯公司（Celanese Corporation，或Hoechst Celanese）是一家總部位于美國德克薩斯州歐文的化工公司，為财富美国500强公司之一。它是世界上主要的乙酰基产品生產商之一，此外也是世界最大的乙酸乙烯酯生產商。

## 歷史
該公司由美國化學家卡米尔·德莱弗斯在1918年成立于紐約市，當時稱爲“美國纖維和化工公司”（American Cellulose & Chemical Manufacturing Company）。1927年改名Celanese Corporation of America，1986年其制葯部分裂出來形成了獨立的賽爾基因公司。
塞拉尼斯則在1987年被德國的赫斯特公司則在1987年被收購，和後者的美國產業合併形成Hoechst Celanese Corporation。1998年又成立Celanese AG，該公司在法蘭克福及紐約證券交易所上市。黑石集團在2003年12月16日宣佈將收購這傢公司，收購之後將其改名為Celanese Corporation，新公司則從紐約證券交易所除名。2005年1月21日塞拉尼斯公司首次公开募股，再次于紐約證券交易所上市。黑石集團則在2007年抛售了其持有的全部塞拉尼斯公司股份。
2015年9月9日，全球化工產品領導者塞拉尼斯公司(CELANESE AG)宣佈公司董事會已經批准了新一輪價值10億美元的股票回購計劃。
2021年，塞拉尼斯在FoodTalks全球食品防腐剂企业榜单中排行第7。

## 外部連接
- Official site （页面存档备份，存于）
- Celanese Sustainability & Stewardship 2015[永久]
- "Analysis of Proposed Consent Order to Aid Public Comment" Federal Trade Commission （页面存档备份，存于）
- Ernest Scheyder (May 11, 2010) "Interview-Celanese CEO Looks to Shake Up Product Line" Reuters （页面存档备份，存于）
- Paul Tate (May 4, 2010) "Dialogue: Innovating the Future" Manufacturing Executive
- Wes Iversen (April 2010) "A Pragmatic Response to Climate-Change Regulation" Automation World Archive.today的存檔，存档日期2013-04-18
- Sarah Johnson (March 31, 2010) "The CFO as Chief of Objectivity" CFO
- Lou Reade (March 25, 2010) "Celanese Health and Safety Culture is Zero Tolerance" ICIS Chemical Business （页面存档备份，存于）